# Подмандатная Палестина
Подманда́тная Палести́на (англ. Palestine; араб. فلسطين‎ Филасти́н; ивр. פלשתינה (א"י)‎ Палести́на (Э́рец-Исраэ́ль)) — административно-территориальная единица, созданная на территории исторической Палестины по результатам Первой мировой войны и находившаяся в 1922—1948 годах под управлением Великобритании в рамках мандата Лиги Наций.
Помимо территории современного Израиля, мандат распространялся на территории современных Иордании, Западного берега реки Иордан и сектора Газа. В 1946 году получил независимость Эмират Трансиордания, находившийся под управлением Мандата как автономное образование. В 1947 году Организация объединённых наций (ООН) приняла План раздела Палестины, предусматривавший окончание мандата и создание на оставшейся части Палестины арабского и еврейского государств. Создание еврейского государства Израиль было провозглашено 14 мая 1948 года, за несколько часов до окончания действия мандата. Арабское же государство не было создано из-за последовавшего за этим второго этапа Арабо-израильской войны (1947—1949).

## Ликвидация османского правления
До Первой мировой войны Палестина почти 400 лет находилась в составе Османской империи.
В ходе войны британская армия вторглась в Палестину с юга. К концу октября 1917 года англичане взяли Беэр-Шеву, Газу и Яффо. 11 декабря 1917 года войска генерала Алленби вступили в Иерусалим. Северная часть провинции оставалась под турецким управлением до сентября 1918 года.
23 октября 1918 года, после разгрома Османской империи британскими и арабскими войсками, была создана британо-французско-арабская Администрация оккупированных вражеских территорий (АОВТ), и Алленби объявил, что Османская Сирия будет разделена на три административные подразделения, которые очень мало отличались от существовавших ранее на этих территориях османских вилайетов:
- АОВТ Юг, состоящая из османского мутасаррифа Иерусалима и санджаков Наблуса и Акко.
- АОВТ Запад (первоначально АОВТ Север, переименованная два месяца спустя), состоящая из османского вилайета Бейрут, мутасаррифа Горный Ливан, санджака Латакия и ряда других районов.
- АОВТ Восток, состоящая из османского вилайета Сирия и южной части вилайета Алеппо.

## Создание
Во время Первой мировой войны по инициативе Жаботинского и Трумпельдора в составе британской армии был сформирован «Еврейский легион», который оказал британским войскам помощь в завоевании Палестины в конфликте с Османской империей. В ноябре 1917 года секретарь иностранных дел Великобритании Артур Бальфур издал документ, получивший впоследствии название Декларации Бальфура. В нём декларировалось, что Британия «смотрит положительно на основание в Палестине национального дома для еврейского народа, при этом ясно подразумевается, что не должно производиться никаких действий, которые могли бы нарушить гражданские и религиозные права существующих нееврейских общин в Палестине».
После Первой мировой войны на мирной конференции в Париже в 1919 году Палестина была определена как область, включающая территории, на которых сегодня располагаются Израиль, Палестинская автономия, Иордания и северо-западная часть Саудовской Аравии. Было принято решение, что страна переходит под управление Великобритании в качестве подмандатной территории Лиги Наций. Решением Лиги Наций целью мандата было провозглашено исполнение Декларации Бальфура и создание в Палестине «еврейского национального очага».

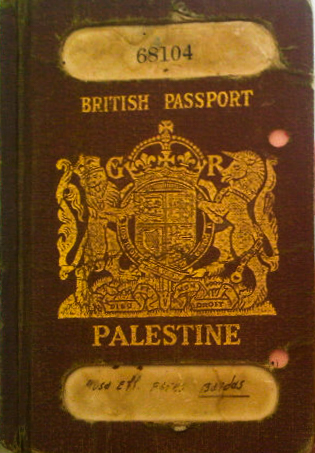
Палестинский паспорт во время британского мандата

В 1919—1923 (Третья алия) в Палестину прибыли 40 тысяч евреев, в основном из Восточной Европы. Поселенцы этой волны были обучены сельскому хозяйству и могли развивать экономику. Несмотря на жёсткие «квоты иммиграции», установленные британскими властями, еврейское население выросло к концу этого периода до 90 тыс. Болота Изреэльской долины и долины Хефер были осушены, и земля сделана пригодной для сельского хозяйства. В этот период была основана федерация профсоюзов — «Гистадрут».
Арабские протесты против иммиграции евреев привели к погромам в апреле 1920 года, после чего на основе еврейской организации самообороны «Ха-Шомер» была сформирована новая еврейская военная организация — «Хагана» (на иврите «оборона»).
На основании решений конференции в Сан-Ремо Лига Наций вручила в 1922 году Великобритании мандат на Палестину, объясняя это необходимостью «установления в стране политических, административных и экономических условий для безопасного образования еврейского национального дома». Согласно мандату Британия обязалась:

Статья 2: …создать такие политические, административные и хозяйственные условия, которые обеспечат установление еврейского национального дома в Палестине, как изложено в преамбуле, и развитие институтов самоуправления.

…защищать гражданские и религиозные права жителей Палестины вне зависимости от расы и религии.

Статья 5: …никакая часть территории Палестины не может быть уступлена, сдана в аренду или помещена под управление иностранной державы.

Статья 6: ….содействовать еврейской иммиграции и поощрять плотное заселение евреями земель, включая государственные земли и пустующие земли, не являющиеся необходимыми для общественных надобностей, при этом заботясь о том, что права и положение других секторов населения не будут нарушаться.

Статья 7: …способствовать приобретению палестинского гражданства евреями, которые выберут Палестину местом своего постоянного проживания

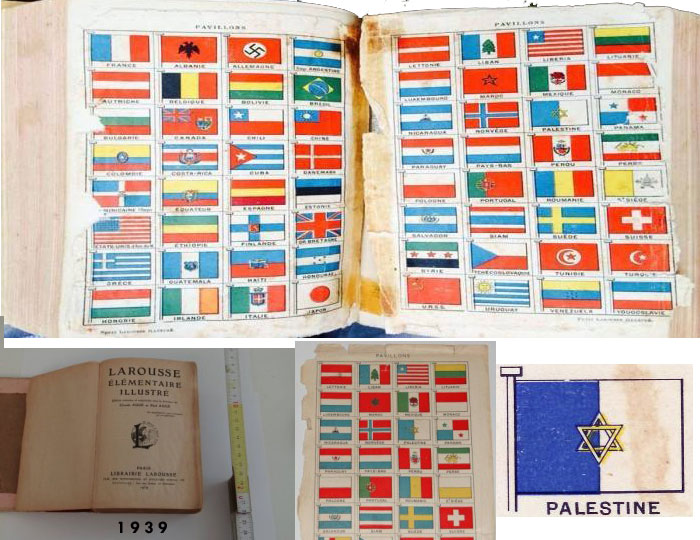
Флаг Палестины во французском словаре «Ларусс»

Политолог Митчелл Бард отмечает, что в тексте мандата была указана «историческая связь еврейского народа с Палестиной» и обоснованность «воссоздания его национального очага» на этой территории. Слово «араб» ни разу не упоминается в тексте мандата.
24 июля 1922 года мандат был официально одобрен правительствами 52 стран, входящих в Лигу Наций.
Официальным флагом Британского мандата в Палестине де-факто был Юнион Джек, кроме того, существовал флаг Верховного комиссара Палестины и несколько специализированных версий флага у разных организаций британского мандата. С 1924 по 1939 год издания французского словаря Ларусса публиковали с подписью «флаг Палестины» разделённое вертикально пополам бело-голубое поле с голубой частью у древка и изображённой в центре шестиконечной звездой Давида.

## История
Вскоре после ратификации мандата, в результате договоренностей между ведущими колониальными державами (Британия и Франция), около 77—80 % территории мандата, известные как Восточный берег Иордана, или Заиорданье, были отданы в начале 1920-х годов будущему арабскому государству Трансиордании (сегодня Иордания).
Рост еврейской иммиграции привёл к скупке земель. В 1920 году палестинские землевладельцы продали около 25 % земельного фонда Палестины. Иммигранты были большей частью квалифицированными земледельцами, исповедовали принцип «еврейского труда на еврейской земле» и считали недопустимым эксплуатировать труд местного арабского населения. В результате многие феллахи лишились земли и пополнили ряды антиеврейски настроенной городской бедноты.
В 1921 году министр по делам колоний Уинстон Черчилль посетил Палестину и встретился с делегацией палестинских арабов, которые потребовали остановить еврейскую иммиграцию, отменить концепцию «еврейского национального дома», создать национальное правительство и прекратить отделение Палестины от сестринских арабских государств. Однако Черчилль дал понять, что Великобритания не собирается отменять Декларацию Бальфура или запрещать еврейскую иммиграцию и призвал арабов к сотрудничеству с евреями Палестины.
Недовольство арабского населения вылилось в серию стихийных еврейских погромов начале мая 1921 года в Яффе. Погибло 47 евреев и 42 арабов, при этом 146 евреев и 64 араба получили ранения. Из-за этих погромов Британия ограничила еврейскую иммиграцию. При этом арабская иммиграция не ограничивалась.
В то время страну населяли преимущественно арабы-мусульмане, однако самый крупный город, Иерусалим, был преимущественно еврейским.
В 1924—1929 годах (Четвёртая алия) в Палестину приехали 82 тысячи евреев, в основном в результате всплеска антисемитизма в Польше и Венгрии. Эта группа состояла во многом из семей среднего класса, которые переехали в растущие города, основав малые предприятия торговли и общественного питания и лёгкую промышленность. Впоследствии, однако, приблизительно 23 тысячи иммигрантов этой волны покинули страну.
Рост иммиграции евреев в Палестину приводил к росту арабского национализма и к ухудшению отношений между арабами и евреями. Кроме того, еврейские предприятия из националистических побуждений, как правило, не хотели брать на работу арабов, отдавая предпочтения при приёме на работу еврейским иммигрантам. Арабы также избегали нанимать евреев.
Между 1929 и 1931 годами в Палестине началось осуществление одних из важнейших проектов для местной экономики — был заложен Хайфский порт, начато строительство завода по получению поташа на Мёртвом море и гидроэлектростанции в Нахараиме, при впадении реки Ярмук в Иордан.
Лидером арабских националистов в Палестине был муфтий Иерусалима Амин аль-Хусейни. Хусейни принял активное участие в организации еврейских погромов в 1929 году.
Подъём нацистской идеологии в 1930-х годах в Германии привёл к превращению Пятой алии (1929—1939) в огромный поток из четверти миллиона еврейских беженцев, спасавшихся от наступающего нацизма. Этот наплыв закончился Арабским восстанием 1936—1939 годов.
По итогам расследования обстоятельств арабского восстания комиссией Пиля она впервые выступила с рекомендациями о разделе подмандатной территории по национальному признаку, с образованием примерно на трети территории государства с еврейским большинством, присоединением большей части остальной территории к Трансиордании и сохранением Иерусалима, Вифлеема и Яффы под британским контролем. Этот план был отвергнут арабским руководством Палестины. Сформированная вслед за этим комиссия Вудхеда предложила новый план территориального раздела, при котором арабское государство получало территорию площадью 7393 км², еврейское — два отдельных участка территории на прибрежной равнине общей площадью 1258 км², а остальные земли (вся Галилея, весь Негев и анклав, включавший Иерусалим, Вифлеем, Рамаллу и Лидду) оставались под прямым британским управлением. В итоге британское правительство, однако, отказалось принять рекомендации комиссии. Вместо этого была опубликована «Белая книга 1939 года», ограничивавшая еврейскую иммиграцию в Палестину 100 тысячами в следующие пять лет с дальнейшим полным её запретом. Этот же документ накладывал запрет на продажу земли евреям на 63 % подмандатной территории, а ещё на 32 % обуславливал её возможность прямым согласием мандатных властей. Лишь на 5 % территории продажа земли неарабским покупателям не лимитировалась.
Для обхода запрета на иммиграцию в Палестину была создана еврейская подпольная организация «Моссад ле-Алия Бет». С 1938 по 1948 год она перевезла в Палестину более 70 тысяч нелегальных иммигрантов. Британцы перехватывали корабли с иммигрантами и размещали их в концлагерях, созданных на Маврикии, а в последующем — на Кипре. Количество выявленных нелегальных иммигрантов, попавших в страну, вычитали из разрешённой квоты. Препятствия беженцам со стороны Великобритании и нежелание других стран принять еврейских беженцев привело к гибели миллионов евреев во время Катастрофы в период Второй мировой войны. К 1944 году из 75 тысяч иммиграционных виз была использована только 51 тысяча. Ограничения были незначительно ослаблены, и Великобритания разрешила въезд в Палестину еврейских беженцев в количестве до 18 тысяч человек в год.

### Вторая мировая война

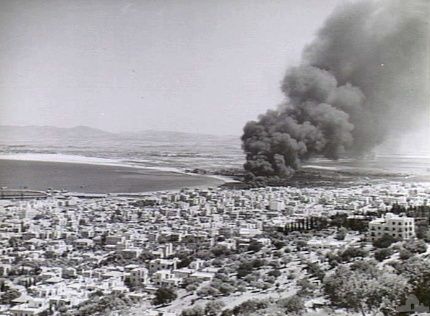
Бомбардировка нефтеперерабатывающего завода в Хайфе, сентябрь 1940 года

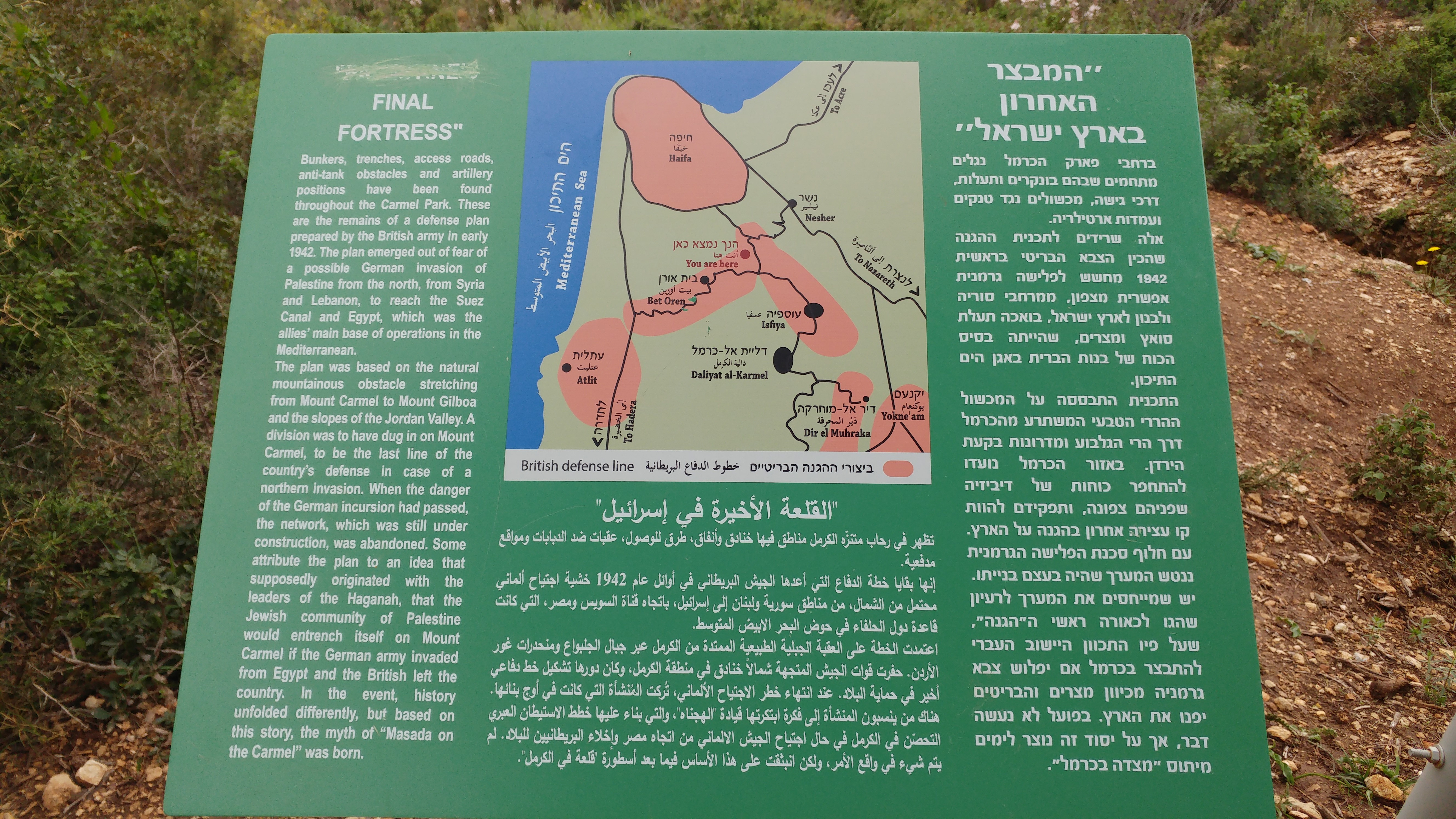
Карта плана обороны в северных гористых районах Палестины на случай немецкого вторжения

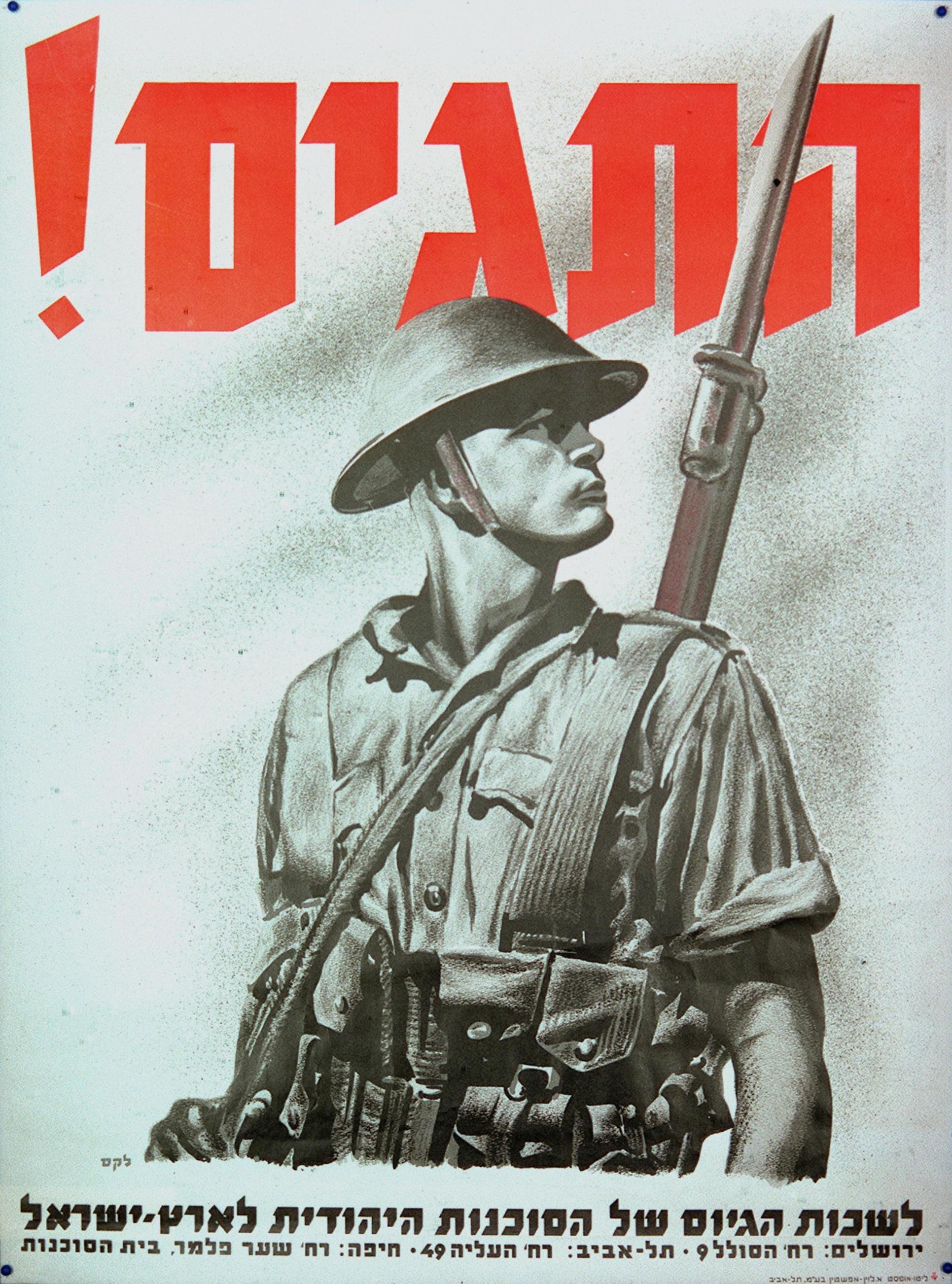
Плакат Еврейского агентства, призывающий вступать в Еврейскую бригаду британской армии, 1944 год

Во время Второй мировой войны в 1940—1941 годах итальянская авиация бомбила Палестину. В отличие от самой Великобритании, в Палестине не действовала обязательная воинская повинность, но около 30 тысяч еврейских мужчин и женщин добровольно поступили на службу в британские вооружённые силы. Ещё в начале войны в результате соглашения между британскими властями и Еврейским агентством было решено отправлять евреев-добровольцев из Палестины в качестве разведчиков и диверсантов на вражескую территорию. Для этого были созданы «ударные отряды» (Пальмах). Евреи Палестины участвовали в создании военных баз, прокладке дорог, строительстве мостов; текстильная и пищевая промышленность Палестины снабжала британские вооружённые силы обмундированием и продуктами, предприятия Палестины наладили выпуск снарядов, запасных частей для автомашин и оружия, танковых гусениц. 2 мая 1942 года в Палестине была создана «Лига „V“ помощи Советскому Союзу». Она объявила о создании «Фонда помощи и солидарности Советскому Союзу и Красной армии, ведущей героическую борьбу». Евреи Палестины жертвовали деньги на перевязочные материалы, на приобретение хирургических инструментов, медикаментов и медицинского оборудования, на жиры, мыло, вакцины против сыпного тифа для СССР.

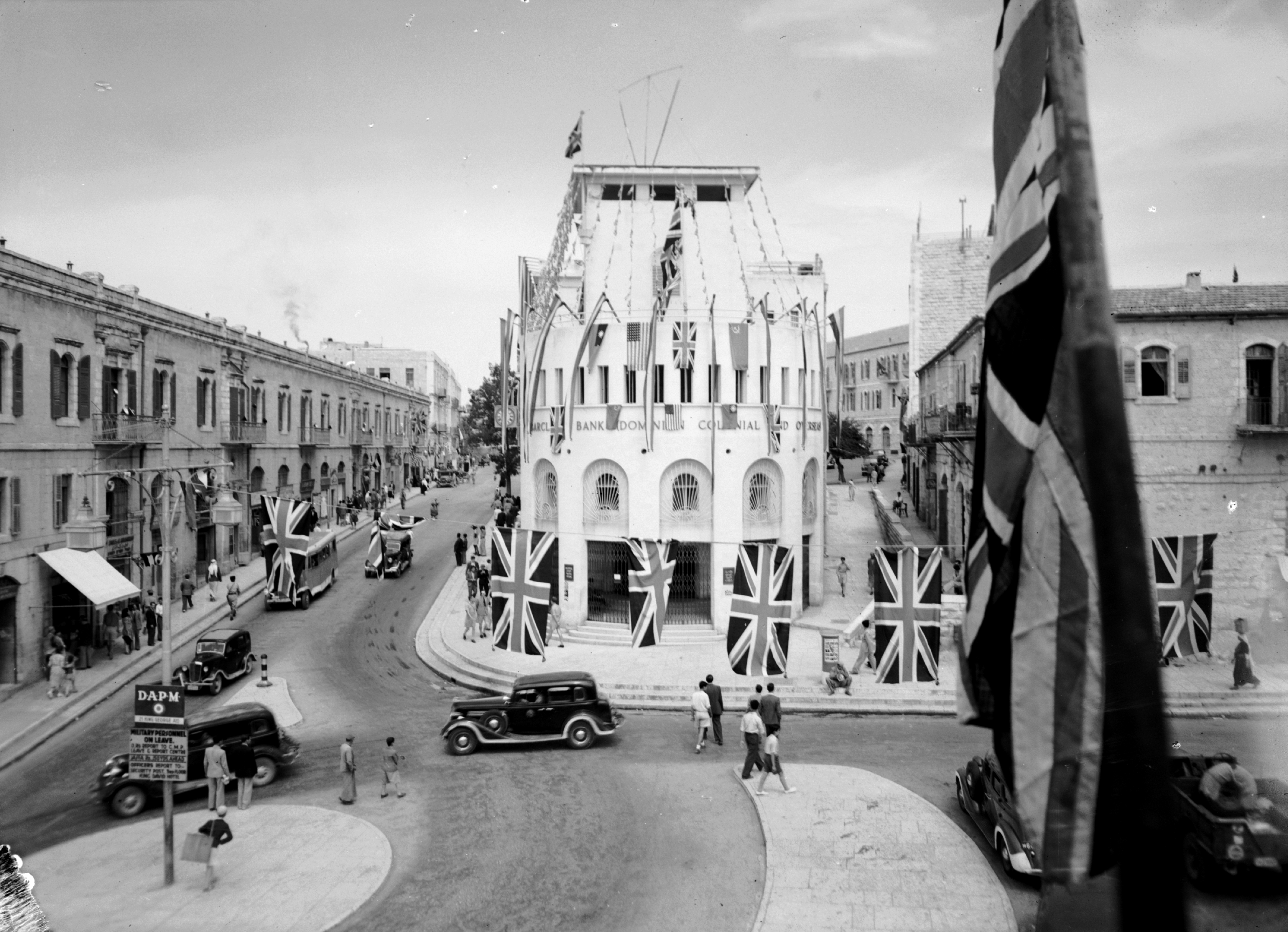
Иерусалим в День победы в Европе, 8 мая 1945 года

Летом 1942 года Африканский корпус вермахта под командованием Эрвина Роммеля наступал из Ливии на восток, в Египет, стремясь прорваться к Суэцкому каналу, за которым лежала Палестина и нефтяные месторождения Ближнего Востока. Арабские националисты готовились использовать предполагаемую немецкую победу для тотального ограбления и уничтожения евреев Палестины. Ещё в конце 1941 года муфтий Иерусалима Аль-Хусейни, лидер арабских националистов в подмандатной Палестине, прибыл в Берлин как гость Гитлера. В Палестине наступили тревожные дни. Там стали появляться евреи — беженцы из Египта, британские чиновники выдавали им въездные визы в Палестину без ограничений. Пальмах с участием представителей британской армии начал разрабатывать план защиты Палестины. В случае немецкого вторжения предполагалось организовать сопротивление в северных гористых районах Палестины, где рассредоточить 36 стрелковых батальонов, усиленных подразделениями сапёров. Планировалось, что в Хайфу смогут заходить британские подводные лодки, доставляя обороняющимся оружие и боеприпасы. Нависшая над Палестиной угроза отступила лишь после победы британцев в сражении при Эль-Аламейне в ноябре 1942 года.
Подавляющее большинство еврейских жителей Палестины, несмотря на недовольство британскими властями, ограничивавшими иммиграцию, понимало, что прежде всего надо победить нацистскую Германию. Но глава подпольной организации «Лехи» Авраам Штерн не верил в возможность победы стран антигитлеровской коалиции и считал, что евреям не остаётся выхода, кроме как связаться с немцами и итальянцами для того, чтобы они помогли в борьбе против британцев. Представители «Лехи» попытались установить контакты с Германией. Они, так же, как и члены организации «Иргун», вели подпольную террористическую деятельность против британских властей. Члены «Лехи» в ноябре 1944 года убили в Каире британского статс-секретаря по ближневосточным делам лорда Мойна.

### Послевоенный период
По окончании Второй мировой войны еврейское население Палестины составляло 33 % по сравнению с 11 % в 1922 году.
За 25 лет британского управления Палестиной по мандату там произошли огромные демографические изменения. Население Палестины резко возросло: с 750 тысяч человек по переписи 1922 года до почти 1850 тысяч человек по состоянию на конец 1946 года, то есть прирост составил почти 150 %. За этот период численность еврейского населения возросла с 56 тысяч после Первой мировой войны до 84 тысяч в 1922 году и до 608 тысяч в 1946 году — прирост составил почти 725 %. Значительная часть этого прироста приходится на родившихся в Палестине, однако только легальная иммиграция дала прирост в 376 тысяч, а число нелегальных иммигрантов оценивается ещё в 65 тысяч, что в совокупности составляет 440 тысяч человек. Это еврейское население было в основном городским: примерно 70—75 % его проживало в Иерусалиме, Яффе, Тель-Авиве, Хайфе и их пригородах.
Структура землевладения также значительно изменилась. Если в 1920 году еврейским организациям принадлежало 650 тысяч дунамов из общей площади земель в 26 млн дунамов, то к концу 1946 года их доля достигла 1625 тысяч дунамов, то есть прирост составил примерно 250 %. Однако земли евреев составляли только 6,2 % общей территории Палестины и 12 % площади возделываемых земель.
Профессор кафедры экономики Иллинойсского университета Фред Готтейл пишет, что за период 1922—1931 годы в подмандатной Палестине наблюдался быстрый экономический рост, сопровождаемый беспрецедентным для Ближнего Востока ростом уровня жизни. Причинами этого роста были:

- Эмиграция в Палестину европейских евреев, сопровождаемая европейским капиталом и европейской технологией.
- Создание Британского подмандатного правительства в Палестине, обязанности которого включали экономическое развитие Палестины. В результате мандата британский капитал и британская технология последовали за британским флагом.

Этот рост, по мнению Готтейла, стал причиной массовой иммиграции арабов из соседних стран в Палестину.
Осенью 1945 года «Хагана» стала сотрудничать с «Иргуном» и «Лехи», создав Объединённый фронт еврейского сопротивления, который осуществил ряд вооружённых акций против британцев. Самой громкой из них был взрыв гостиницы «Царь Давид» в Иерусалиме 22 июля 1946 года.

## Окончание мандата
После 1945 года Великобритания оказалась вовлечена в обострившийся арабо-еврейский конфликт. В 1947 году британское правительство заявило о своём желании отказаться от мандата на Палестину, аргументируя это тем, что оно не способно найти приемлемое решение для арабов и евреев. Созданная незадолго до того Организация Объединённых Наций на Второй сессии своей Генеральной Ассамблеи 29 ноября 1947 года приняла Резолюцию № 181 о плане раздела Палестины на арабское и еврейское государства с предоставлением особого статуса району Иерусалима.
Мандат был завершён 14 мая 1948 года. В этот же день было провозглашено создание Государства Израиль. Из-за последовавшего за этим второго этапа Арабо-израильской войны (1947—1949) арабское государство создано не было.